# 荒井チェリー
荒井 チェリー（あらい チェリー）は、日本の漫画家。女性。福島県出身。

## 略歴
スタジオDNA（現・一迅社）発行のゲームアンソロジーコミックに津島亮名義で執筆していたが、2003年1月より芳文社の4コマ誌「まんがタイムきらら」にて荒井チェリー名義の『三者三葉』でデビュー。その後はアンソロジーコミックでも荒井チェリー名義となる。
福島県郡山市在住であり、福島県ゆかりの人物・山本八重をモチーフとして展開されている企画「萌えの桜」や花春酒造の萌酒のイラストも手がけている。2011年3月に発生した福島第一原子力発電所事故により一時自主避難。その影響で一時全ての連載が止まっていたが、7月までに復帰した。
2014年1月、『未確認で進行形』が動画工房によりアニメ化され全12話を放映。OVA2話も発売。
2016年4月、『三者三葉』が動画工房によりアニメ化され全12話を放映。

## 作品リスト

### 連載作品
- 三者三葉[2]（『まんがタイムきらら』〈芳文社〉2003年2月号 - 2019年1月号）
- みおにっき（『まんがホーム』〈芳文社〉2004年3月号 - 2006年2月号）
- ゆかにっし（『まんがタイム』〈芳文社〉2004年4月号 - 2006年3月号）
- マジックナンバー（『COMICぎゅっと!』〈平和出版〉第1号〈2004年7月〉 - 第3号〈2004年12月〉）
- ワンダフルデイズ（『まんがタイムきららMAX』〈芳文社〉2004年7月号 - 2012年8月号）
- キミとボクをつなぐもの（『まんがタイムきららフォワード』〈芳文社〉Vol.1〈2006年3月〉 - 2009年1月号）
- いつかまたかえる（『まんが4コマKINGSぱれっと』〈一迅社〉Vol.1〈2006年9月〉 - 2009年3月号）
- ハッピーとれいるず!（『まんがタイムきららキャラット』〈芳文社〉2007年2月号 - 2008年7月号）
- せいなるめぐみ（『まんがタイムきららキャラット』〈芳文社〉2009年5月号 - 2011年12月号）
- 未確認で進行形（『まんが4コマKINGSぱれっと』〈一迅社〉2009年6月号 - 2022年4月号→『月刊ComicREX』2022年6月号[3] - 2024年5月号[4]）
- いちごの入ったソーダ水（『まんがタイムきららMAX』〈芳文社〉2012年11月号 - 2018年3月号）
- むすんで、つないで。（『まんがタイムきらら』〈芳文社〉2019年7月号[5] - 2022年10月号）

### 書籍

#### 漫画
- 『三者三葉』、芳文社 〈まんがタイムKRコミックス〉 2004年 - 2019年、全14巻
- 『ワンダフルデイズ』、芳文社 〈まんがタイムKRコミックス〉 2006年 - 2012年、全6巻
  - （新装版） 2016年、全2巻
- 『みおにっき』、芳文社 〈まんがタイムKRコミックス〉 2006年、全1巻
- 『ゆかにっし』、芳文社 〈まんがタイムKRコミックス〉 2006年、全1巻
- 『MOON CHILD―TYPE-MOON作品集』、一迅社〈IDコミックス DNAメディアコミックススペシャル〉 2006年、全1巻
- 『ハッピーとれいるず!』、芳文社 〈まんがタイムKRコミックス〉 2008年、全1巻
- 『キミとボクをつなぐもの』、芳文社 〈まんがタイムKRコミックス フォワードシリーズ〉 2009年、全1巻
- 『いつかまたかえる』、一迅社 〈IDコミックス 4コマKINGSぱれっとコミックス〉 2009年、全1巻
- 『せいなるめぐみ』、芳文社 〈まんがタイムKRコミックス〉 2010年 - 2011年、全2巻
- 『未確認で進行形』、一迅社 〈IDコミックス 4コマKINGSぱれっとコミックス（12巻まで）、REXコミックス（13巻から）〉 2010年 - 2024年、全16巻
- 『いちごの入ったソーダ水』、芳文社 〈まんがタイムKRコミックス〉 2014年 - 2018年、全4巻
- 『Cherry etc. 荒井チェリー傑作集』、芳文社 〈まんがタイムKRコミックス〉 2016年、全2巻（上下巻） - 第1巻（上巻）に『みおにっき』・『ゆかにっし』・『キミとボクをつなぐもの』、第2巻（下巻）に『ハッピーとれいるず!』・『せいなるめぐみ』を収録。
- 『むすんで、つないで。』、芳文社 〈まんがタイムKRコミックス〉 2020年 - 、既刊2巻

#### アンソロジー
- こみっくパーティー コミックアンソロジー、一迅社 〈IDコミックス DNAコミックス〉2003年 - 2005年、VOL.14、VOL.16、VOL.20、VOL.22、VOL.25
- テイルズオブファンタジア 4コマKINGS、一迅社 〈IDコミックス DNAメディアコミックス〉2003年
- 月姫 コミックアンソロジー 7、一迅社〈IDコミックス DNAメディアコミックス〉2003年
- 月姫 コミックアンソロジー 8、一迅社〈IDコミックス DNAメディアコミックス〉2003年
- テイルズオブシンフォニア コミックアンソロジー、一迅社〈IDコミックス DNAメディアコミックス〉2003年
- ひだまりスケッチ アンソロジーコミック 2、芳文社〈まんがタイムKRコミックス〉2007年
- 『けいおん！』のアンソロジー寄稿作品（原作：かきふらい、『けいおん！ アンソロジーコミック Vol.2』2010年）
- 奇跡も魔法も後悔も（原案：Magica Quartet、『魔法少女まどか☆マギカ アンソロジーコミック』2巻、2012年） - 『魔法少女まどか☆マギカ』のアンソロジー寄稿作品。
- 未確認で進行形 コミックアンソロジー（2014年）表紙イラスト・裏表紙
- 未確認で進行形 コミックアンソロジー VOL.2（2014年）裏表紙の猫
- 未確認で進行形 コミックアンソロジー VOL.3（2014年）裏表紙
- アイドルマスター シンデレラガールズ コミックアンソロジー SIDE: ANIMATION（2015年）イラスト
- ご注文はうさぎですか？ アンソロジーコミック 2（2015年）イラスト
- カバー下漫画（原作：Alexandre S.D. Celibidache、『サクラクエスト アンソロジーコミック 1』2017年） - 『サクラクエスト』のアンソロジー寄稿作品。
- スロウスタートアンソロジーコミック 1（2018年）イラスト
- まひろはあくじょ？（原作：ねことうふ、『お兄ちゃんはおしまい！ 公式アンソロジーコミック』5巻、2024年） - 『お兄ちゃんはおしまい！』のアンソロジー寄稿作品。
- 本日休業日（原作：Cygames、『ウマ娘 プリティーダービー コミックアンソロジー』2024年） - 『ウマ娘 プリティーダービー』のアンソロジー寄稿作品。
- あわせてあわさないで（『あーしとわたし。3 ギャル×百合アンソロジー』2025年[6]） - アンソロジー寄稿作品。

### アニメ
- ドージンワーク（2007年）第1話予告イラスト
- 犬神さんと猫山さん（2014年）第8話エンドカード
- あんハピ♪（2016年）第2話エンドカード
- 政宗くんのリベンジ（2016年）トリビュートイラスト
- すのはら荘の管理人さん（2018年）第3話エンドカード
- 私に天使が舞い降りた!（2019年）第4話エンドカード

### ゲーム
- きららファンタジア（キャラクターデザイン、監修）

### その他
- 落花流水 - コミックス第2巻にイラストを寄稿している。
- ご当地萌えキャラ - 福島県会津若松市の合同会社アレックの企画「萌えの桜」で山本八重（声：佐倉綾音）のイラストを手がけ[7]、花春酒造の萌酒ラベルやドラマCDにも起用されている[8]。